# 未沙のえる
未沙 のえる（みさ のえる、12月25日 - ）は、日本の女優。元宝塚歌劇団専科の男役。元花組組長。
兵庫県芦屋市、神戸山手学園出身。身長164cm。愛称は「まや」。

## 来歴
1971年、宝塚音楽学校入学。
1973年、宝塚歌劇団に59期生として入団。入団時の成績は29番。星組公演「花かげろう／ラ・ラ・ファンタシーク」で初舞台。
1974年、月組に配属。
1990年6月30日付で花組へ組替えし、7月30日付で花組副組長に就任。
1991年11月30日付で花組組長に就任。
1996年11月29日付で専科へ異動となる。
専科異動後は各組に特別出演を続け、コメディーからシリアスまでこなす名バイブレーヤーとして活躍したが、2012年2月5日、星組「オーシャンズ11」東京公演千秋楽をもって、宝塚歌劇団を退団。
退団後は舞台を中心に活動を続けている。

## 宝塚歌劇団時代の主な舞台

### 初舞台
- 1973年3 - 4月、星組『花かげろう』『ラ・ラ・ファンタシーク』（宝塚大劇場のみ）

### 月組時代
- 1975年1月、『春鴬囀』新人公演：塩屋／『ラビング・ユー』
- 1976年5月、『スパーク&スパーク』／『長靴をはいた猫』新人公演：ジョルジュ
- 1978年8月、『隼別王子の叛乱』新人公演：麻奴（本役：清川はやみ）／『ラブ・メッセージ』
- 1979年2月、『日本の恋詩』／『カリブの太陽』新人公演：ドベック（本役：水代玉藻）
- 1979年4月、『ロミオとジュリエット』（バウ）モンタギュー
- 1979年6月、『春愁の記』新人公演：薄（本役：葉山三千子）／『ラ・ベルたからづか』
- 1979年9月、『恋とかもめと六文銭』（バウ）猿飛佐助
- 1979年11月、『バレンシアの熱い花』新人公演：ドン・ファン・カルデロ（本役：江夏淳）／『ラ・ベルたからづか』（東宝）
- 1980年1月、『アンジェリク』ベルナール・アンディジョ侯爵、新人公演：クロード・ル・プチ（本役：汝鳥伶）／『仮面舞踏会』
- 1980年6月、『スリナガルの黒水仙』サルヒンディ／『クラシカル・メニュー』
- 1980年8月、『恋とかもめと六文銭』猿飛佐助／『魅惑のプレリュード』（中日）
- 1980年9月、『恋とかもめと六文銭』猿飛佐助／『ラ・ベルたからづか』（全国ツアー）
- 1981年1月、『ジャンピング!』／『新源氏物語』右大臣
- 1981年2月、『ディーン』（バウ）エリア・カザン
- 1981年6月、『白鳥の道を越えて』ディエゴ、新人公演：ロドリーゴ（本役：神代錦）／『ザ・ビッグ・アップル』
- 1981年8月、『愉快な夢人たち』（中日）
- 1981年11月、『天明ふぁんたじい』（バウ）蔦屋重三郎
- 1982年2月、『あしびきの山の雫に』津守連通／『ジョリー・シャポー』
- 1982年8月、『シブーレット』（バウ）グルニュ叔母
- 1982年10月、『愛限りなく』甘酒屋／『情熱のバルセロナ』カルロス
- 1983年6月、『恋と十手と千両箱』（バウ）松五郎
- 1983年9月、『野菊の詩』（バウ）常吉
- 1984年1月、『I am What I am』（バウ）
- 1984年11月、『ガイズ&ドールズ』ナイスリー
- 1985年1月、『ハッピー・エンジェル』（バウ）変な女神
- 1985年5月、『二都物語』バーサッド／『ヒート・ウェーブ』
- 1985年9月、『スウィート・リトル・ロックンロール』（バウ）フレディ
- 1985年11月、『ときめきの花の伝説』ヴァレリオ・ミケーレ伯爵／『ザ・スィング』
- 1986年5月、『百花扇』／『哀愁』オルガ・キローワ
- 1986年11月、『パリ、それは悲しみのソナタ』メルケス／『ラ・ノスタルジー』
- 1986年1月、『スウォード・フラッシュ!』（バウ・東京特別・名古屋特別）
- 1987年5月、『ME AND MY GIRL』パーチェスター
- 1987年9月、『青春の旋風〜リトル・ヒーロー三四郎』（バウ）テリー・ゴートン
- 1988年2月、『ミー・アンド・マイガール』（中日）パーチェスター
- 1988年5月、『南の哀愁』タチ／『ビバ!シバ!』
- 1988年11月、『恋と霧笛と銀時計』松五郎／『レインボー・シャワー』
- 1989年2月、『赤と黒』（バウ・東京特別）レナール氏
- 1989年5月、『新源氏物語』右大臣／『ザ・ドリーマー』
- 1989年9月、『ウォーターフロント・ララバイ』（バウ）HAGA（羽賀）
- 1989年11月、『天使の微笑・悪魔の涙』フロイト／『レッド・ホット・ラブ』
- 1990年2月、『大いなる遺産』ジャガーズ／『ザ・モダーン』
- 1990年4月、『天使の微笑・悪魔の涙』フロイト／『レッド・ホット・ラブ』（全国ツアー）

### 花組時代
- 1990年9月、『秋…冬への前奏曲』レオ・シュルツ／『ザ・ショーケース』
- 1991年1月、『春の風を君に…』林則徐／『ザ・フラッシュ』
- 1991年2月、『小さな花がひらいた』（バウ・東京特別）中島市蔵
- 1991年6月、『ヴェネチアの紋章』アンドレア・グリッティ／『ジャンクション24』
- 1991年8月、『ディーン』（バウ・東京特別）エリア・カザン
- 1991年9月、『ベルサイユのばら - フェルゼン編 -』（全国ツアー）グスタフ3世
- 1992年2月、『白扇花集』／『スパルタカス』アルビニス
- 1992年4月、『小さな花がひらいた』助二郎／『ジャンクション24』（全国ツアー）
- 1992年8月、『心の旅路』ブランピード／『ファンシー・タッチ』
- 1992年10月、『フラワー・ドラム・ソング』（バウ）フランキー・ウィン
- 1993年2月、『メランコリック・ジゴロ -あぶない相続人-』フォンダリ／『ラ・ノーバ!』
- 1993年8月、『ベイ・シティ・ブルース』ペリー／『イッツ・ア・ラブストーリー』
- 1993年10月、『ワン・タッチ・オブ・ビーナス』（東京特別・バウ）タクシー・ブラック
- 1994年2月、『ベイ・シティ・ブルース』ペリー／『イッツ・ア・ラブストーリー』（中日）
- 1994年3月、『ブラック・ジャック 危険な賭け』スノードン卿／『火の鳥』
- 1994年5月、『アロー・アロー・キャメロット？』（バウ）マーリン
- 1994年9月、『冬の嵐、ペテルブルグに死す』カリオストロ／『ハイパー・ステージ！』
- 1995年1月、『哀しみのコルドバ』ゼバスチャン伯爵／『メガ・ヴィジョン - はてしなき幻想 -』
- 1995年2月、『LAST DANCE』（バウ・東京特別）ルッチーノ
- 1995年6月、『エデンの東』ウィル・ハミルトン／『ダンディズム!』
- 1995年9月、『紅はこべ』プリンス・オブ・ウェールズ／『メガ・ヴィジョン - はてしなき幻想 -』（全国ツアー）
- 1996年3月、『HURRICANE』（バウ）酔っぱらい
- 1996年6月、『ハウ・トゥー・サクシード -努力しないで出世する方法-』トィンブル
- 1996年9月、『エデンの東』ウィル・ハミルトン／『ダンディズム!』（全国ツアー）

### 専科時代
- 1996年12月、『バロンの末裔』（月組）トーマス
- 1997年2月、『Non-STOP!! - 午前0時に幕は開く - 』（月組：バウ・東京特別）精霊の長ノエル／ミスター・マヤ
- 1997年6月、『EL DORADO』（月組）ドン・ラファエル・メンドーサ
- 1997年8月、『FAKE LOVE』（月組：バウ・東京特別・名古屋特別）ライアン
- 1997年12月、『春櫻賦』（雪組）樺山久高
- 1998年6月、『心中・恋の大和路』（雪組：バウ）妙閑／孫右衛門
- 1998年8月、『黒い瞳』（月組）サヴェーリィチ
- 1998年11月、『シンデレラ・ロック』（月組：バウ）アル
- 1999年4月、『再会』クードレイ・クレマン／『ノバ・ボサ・ノバ』シスター・マーマ（雪組）
- 1999年9月、『SAY IT AGAIN』（雪組：バウ）エメット
- 1999年11月、『バッカスと呼ばれた男』（雪組）アラミス
- 2000年4月、『ささら笹舟 -明智光秀の光と影- 』（雪組：バウ）羽柴秀吉
- 2000年6月、『うたかたの恋』（宙組：全国ツアー）ロシェック
- 2000年8月、『LUNA-月の伝言-』（月組：博多座）マッコイ
- 2000年9月、『ゼンダ城の虜』（月組）サプト
- 2000年12月、『月夜歌聲』（雪組：ドラマシティ・東京特別）張
- 2001年4月、『ベルサイユのばら2001 - フェルゼンとマリー・アントワネット編 -』（宙組）メルシー伯爵
- 2001年4月、『ベルサイユのばら2001 - オスカルとアンドレ編 -　』（星組）ジャルジェ将軍
- 2001年9月、『ミケランジェロ』（花組：東宝）ユリウス2世
- 2001年12月、『カナリア』（花組：ドラマシティ・東京特別）ティアロッサミ
- 2002年4月、『風と共に去りぬ』（花組・雪組：日生）ミード博士
- 2002年5月、『追憶のバルセロナ』（雪組）イアーゴー
- 2002年11月、『ガラスの風景』（星組）アルト
- 2003年1月、『おーい春風さん』（星組：バウ）地蔵
- 2003年5月、『野風の笛』花井三九郎／『レヴュー誕生』（花組）
- 2003年10月、『二都物語』（花組：バウ・東京特別）マネット
- 2004年1月、『Romance de Paris』（雪組：中日）シルヴァン／アッバス国王
- 2004年3月、『BOXMAN - 俺に破れない金庫などない - 』（宙組：東京特別・ドラマシティ）ロジャー
- 2004年4月、『ジャワの踊り子』（月組：全国ツアー）私
- 2004年5月、『ジャワの踊り子』（花組：全国ツアー）私
- 2004年8月、『La Esperanza-いつか叶う-』（花組）マイケル・ゴールドバーグ
- 2005年1月、『ホテル ステラマリス』（宙組）モーリス・ランカスター
- 2005年5月、『ホテル ステラマリス』（宙組：全国ツアー）モーリス・ランカスター
- 2005年9月、『ベルサイユのばら』（星組：全国ツアー）メルシー伯爵
- 2005年11月、『ベルサイユのばら』（星組：韓国公演）メルシー伯爵
- 2006年1月、『ベルサイユのばら - フェルゼンとマリー・アントワネット編 - 』（星組）メルシー伯爵
- 2006年6月、『コパカバーナ』（星組：梅田芸術劇場）サム・シルヴァー
- 2006年8月、『愛するには短すぎる』（星組）ジェラルド・ウォーバスク／ブランドン・オサリバン
- 2007年1月、『パリの空よりも高く』（月組）レオニード・マンジュボア
- 2007年5月、『大坂侍 - けったいな人々 - 』（月組：バウ・東京特別）渡辺玄軒
- 2007年8月、『MAHOROBA - 遥か彼方 YAMATO - 』／『マジシャンの憂鬱』（月組）シュトルムフェルド男爵
- 2008年1月、『ホフマン物語』（月組：バウ）ルテール／クレスペル／スパランツァーニ／ピティキナッチョ
- 2008年3月、『ME AND MY GIRL』（月組）パーチェスター
- 2008年8月、『マリポーサの花』（雪組）イスマヨール
- 2009年1月、『忘れ雪』（雪組：バウ・東京特別）桜木清一郎
- 2009年3月、『ZORRO 仮面のメサイア』（雪組）ドン・カルロス／長老レッド・ウィロー
- 2008年3月、『ミー・アンド・マイガール』（花組：梅田芸術劇場）パーチェスター
- 2009年10月、『ラストプレイ』（月組）グラハム（古美術鑑定家）
- 2010年2月、『ソルフェリーノの夜明け』（雪組）ルニオール・ハーベルマン（戦争で娘を失い酒におぼれる医師）
- 2010年6月、『ロジェ』（雪組）バシュレ
- 2010年10月、『はじめて愛した』（雪組：シアター・ドラマシティ、東京特別）アッシュ
- 2011年2月、『愛するには短すぎる』ブランドン・オサリバン／『ル・ポアゾン 愛の媚薬Ⅱ』（星組：中日劇場）
- 2011年5月、『美しき生涯 －石田三成 永遠（とわ）の愛と義－』豊臣秀吉（宙組）
- 2011年9月、『おかしな二人』（バウ）フィリックス・アンガー
- 2011年11月、『オーシャンズ11』ソール・ブルーム（星組） 退団公演[2][4][3]

## 宝塚歌劇団退団後の主な活動

### 舞台
- 2012年8月『明治座創業140周年記念　大江戸緋鳥808 』（明治座）お藤[4]
- 2012年11月『客家』（天王洲銀河劇場・兵庫県立芸術文化センター）曽徳慈・謎の台湾人[4]
- 2013年9月『40カラット』（大阪松竹座・東京芸術劇場）[4]
- 2013年10月『TAKARAZUKA WAY TO 100th ANNIVERSARY FINAL DREAM, A DREAM～宝塚歌劇100周年 前夜祭～』（東急シアターオーブ・梅田芸術劇場）[4]
- 2014年2月『コンダーさんの恋』（明治座）伊藤梅子
- 2014年10月『夫が多すぎて』（シアタークリエ）
- 2016年6月、 演劇女子『続・11人いる! 東の地平・西の永遠』（京都劇場・サンシャイン劇場） - バパ大臣 役[8][9]
- 2017年7月、『ふるあめりかに袖はぬらさじ』(明治座)マリア
- 2017年11月、『夫婦漫才』(シアター1010他)
- 2022年6月、『ガイズ&ドールズ』（帝国劇場）- カートライト将軍 役[10]
- 2025年3月、『TARKIE〜伝説の女たち〜』（よみうりホール）[11]

### ドラマ
- 2013年8月10日『土曜ワイド劇場・天才刑事・野呂盆六8 見知らぬ他人･悪女の完全犯罪!』（朝日放送） - 九条あや 役
- 2019年1月1日『相棒 season 17 元日スペシャル #10』（朝日放送） - 家政婦 役